# Quintas del Mirador
Quintas del Mirador es una localidad del Departamento Biedma, en provincia del Chubut, Argentina, ubicada en el ejido urbano de Puerto Madryn.
Por su alejamiento del centro poblacional de Puerto Madryn es considerada una localidad con tratamiento especial estadístico. Sin embargo, al integrar el extenso ejido municipal madrynense es considerada un barrio. Esta situación singular situación la comparte con el barrio Parque Ecológico El Doradillo.

## Datos
El lugar preveniente a ser urbanizado contaba con gran cantidad de cañadones que discurrían el agua hacia el mar. El municipio al iniciar el loteo del barrio rellenó estos espacios naturales para crear calles y casas. Sin embargo, el agua causa daños con lluvias significativas al recuperar sus causes naturales; siendo un problema estructural del barrio.
La localidad es similar a un barrio privado de perfil forestal con residencias y casas de fin de semana.
El gran crecimiento poblacional experimentado por la localidad llevó a la conformación de una junta vecinal, la instalación de comisaría en el área circundante, centro de salud, un cajero automático y una mejora integral en el acceso desde la ruta provincial N.º 1 Sur, sumando también señalización vial vertical y horizontal y un control de la intersección mediante semáforos.

## Demografía
Contó con 626 habitantes (Indec, 2010), de los cuales el 306 son mujeres y 320 son hombres, lo que representa un marcado incremento anual del 15,17% frente a los 177 habitantes (Indec, 2001) del censo anterior.
Para el censo 2022 fue considera población rural incluida dentro de la información del municipio de Madryn y contó con 3655 pobladores en 1263 hogares.Este dato es estimativo y no oficial del INDEC. Esto se debe a que el instituto nacional no brindó información detallada por localidad como lo venía haciendo hasta el censo de 2010. Em cambio, solo se limitó a información de población en el municipio en su conjunto. Como resultado, el relevamiento privado que ofrece 3655 habitantes en el barrio podría haber juntado población de otros puntos o simplemente no tener en cuenta población rural dispersa cercana.
| Gráfica de evolución demográfica de Quinta El Mirador entre 1991 y 2022 |
|                                                                         |
| Fuente: Censos nacionales del INDEC                                     |